# Ivan Pandžić
Ivan Pandžić je hrvatski književni kritičar.
Piše za reviju Marulić, Quorum, Forum, Mogućnosti, Hrvatska obzorja, Hrvatsku reviju, Dubrovnik, Crkvu u svijetu, osječku Književnu reviju, Mosorsku vilu, karlovačko Svjetlo, Književnu Rijeku i druge.
Pisao je o djelima Petra Šegedina, Velimira Deželića, mistika Dušana Žanka, Augustinu Kažotiću, Antunu Bonifačiću, Tomislavu Domoviću i drugima.

## Djela
- Zajedno s Ivanom Gabelicom je uredio zbornik Nad Velebito sviće... o Mili Budaku 1995. godine.
- Petronijev silazak, 1968.
- Sjena i suputnik, 1987.
- Toranj bjelokosni: svjetlaci sumorne svijesti, 1992.
- Tražio sam Kažotićevo svjetlo, 1993.
- Uhodeći vrijeme: domoljubni hod s "Dugoselskom kronikom", 1998.
- Nostalgija za ishodištem: poderano ruho istine, 1999.
- Putovi bez postaja, Babilonski pothodnik 2002.
- Tragom Kažotićeva svjetla, 2002.
- Progovori Mojsije! : Hrvatska s obzorja filozofije povijesti, 2006.